# Michael Amott
Michael Amott (Halmstad, 1970. június 28.–) angol származású svéd gitáros, dalszerző, az Arch Enemy, a Spiritual Beggars és a Carnage zenekarok alapító tagja, továbbá a Carcass volt tagja. Fiatalabb testvére Christopher Amott. Zeneileg a legnagyobb befolyást Tony Iommi, Michael Schenker, Uli Jon Roth és Dave Mustaine keltették benne.
A Guitar World magazin Minden idők 100 legnagyobb heavy metal-gitárosa listáján Amott a 74. helyre került.

## Diszkográfia

### Carnage
- Dark Recollections (1990)

### Carcass
- Necroticism – Descanting the Insalubrious (1991)
- Tools of the Trade (1992, EP)
- Heartwork (1993)
- Wake Up and Smell the... Carcass (1996)

### Spiritual Beggars
- Spiritual Beggars (1994)
- Another Way to Shine (1996)
- Mantra III (1998)
- Ad Astra (2000)
- On Fire (2002)
- Live Fire! (2005, DVD)
- Demons (2005)
- Return to Zero (2010)
- Return to Live (2011)
- Earth Blues (2013)

### Arch Enemy
- Black Earth (1996)
- Stigmata (1998)
- Burning Bridges (1999)
- Burning Japan Live 1999 (2000)
- Wages of Sin (2001)
- Burning Angel (2002)
- Anthems of Rebellion (2003)
- Dead Eyes See No Future (2004, EP)
- Doomsday Machine (2005)
- Live Apocalypse (2006)
- Rise of the Tyrant (2007)
- Tyrants of the Rising Sun (2008)
- The Root of All Evil (2009)
- Khaos Legions (2011)
- War Eternal (2014)
- Stolen Life (2015, EP)

## Fordítás
- Ez a szócikk részben vagy egészben  a   Michael Amott című angol Wikipédia-szócikk ezen változatának fordításán alapul.  Az eredeti cikk szerkesztőit annak laptörténete sorolja fel. Ez a jelzés csupán a megfogalmazás eredetét és a szerzői jogokat jelzi, nem szolgál a cikkben szereplő információk forrásmegjelöléseként.